# واودا کنوس
واودا کنوس (به ایتالیایی: Vauda Canavese) یک کومونه در ایتالیا است که در استان تورین واقع شده‌است.

## خصوصیات
واودا کنوس ۷٫۲ کیلومترمربع مساحت و ۱٬۴۹۶ نفر جمعیت دارد و ۳۹۶ متر بالاتر از سطح دریا واقع شده‌است.